# Seleção Honconguesa de Futebol
A Seleção Honconguesa de Futebol representa Hong Kong nas competições de futebol da FIFA. Filiada à entidade em 1954, manda a maioria de seus jogos no Hong Kong Stadium.
O melhor resultado da seleção é apenas um terceiro lugar na Copa da Ásia de 1956.

## História
Hong Kong jogou seu primeiro jogo internacional após a Segunda Guerra Mundial, em 1949, contra a Coreia do Sul. Sua primeira vitória veio em 1953, uma vitória por 4x0 contra a mesma Coreia do Sul.
A equipe se classificou para três das quatro primeiras edições da Copa da Ásia, incluindo um terceiro lugar em 1956 como anfitriões.
A seleção de Hong Kong nunca se classificou para a Copa do Mundo. No entanto, sua vitória mais célebre ocorreu durante as Eliminatórias da Copa do Mundo FIFA de 1986. Em 19 de maio de 1985, em Pequim, Hong Kong e China se enfrentaram na partida final da primeira pré-eliminatória, onde Hong Kong precisava de uma vitória para avançar, enquanto a China precisava apenas de um empate. Hong Kong, liderado pelo treinador Kwok Ka Ming, conseguiu uma virada de 2x1, com gols de Cheung Chi Tak e Ku Kam Fai, assim, se classificou para a fase eliminatória, onde perdeu para o Japão.
Em 13 de junho de 1984 a seleção de Hong Kong disputou amistoso contra o Internacional e o time brasileiro venceu por 5 a 0. Em 9 de fevereiro de 2005, para comemorar o 90º aniversário da Hong Kong Football Association e da Confederação Brasileira de Futebol, Hong Kong marcou um amistoso contra o Brasil e foi goleado por 7 a 1.

## Desempenho em Copas do Mundo
- 1930 a 1970 - não disputou
- 1974 a 2026 - não se qualificou

## Desempenho na Copa da Ásia
- 1956 - Terceiro lugar
- 1960 - Não se classificou
- 1964 - Quarto lugar
- 1968 - Quinto lugar
- 1972 a 2019 - Não se classificou
- 2023 - Primeira Fase

## Desempenho no Campeonato do Leste da Ásia[2]
- 1990 a 1992 - Não se inscreveu
- 1995 - Terceiro lugar
- 1998 - Quarto lugar
- 2003 - Quinto lugar
- 2005 - Quinto Lugar
- 2008 - Quinto Lugar
- 2010 - Quarto lugar
- 2013 - Sexto Lugar
- 2015 - Quinto Lugar
- 2017 - Quinto Lugar
- 2019 - Quarto Lugar
- 2022 - Quarto Lugar

## Desempenho nos Jogos Asiáticos
- 1951 - Não se inscreveu
- 1954 - Não se classificou
- 1958 - Quartas-de-final
- 1962 a 1986 - Não se classificou
- 1990 - Primeira fase
- 1994 - Primeira fase
- 1998 - Primeira fase

## História com atletas naturalizados
Durante a década de 1950, Arthur Santos (jogador com origem luso-britânica) tornou-se o primeiro atleta naturalizado a defender Hong Kong (seu filho Leslie também atuou pelos Dragões entre 1987 e 2000), seguido pelo português JH Toledo. Na década de 1960, alguns estrangeiros representaram a seleção enquanto outros estavam cumprindo serviço militar na época.
Nascidos na Escócia, Derek Currie, Dave Anderson e Hugh McCrory foram considerados elegíveis para jogar na seleção nos anos 70 - os 2 primeiros jogaram as eliminatórias para a Copa da Ásia de 1979, enquanto McCrory disputou as eliminatórias para a Copa de 1982.
Na década de 1990, mais jogadores naturalizaram-se para representar Hong Kong, como o bósnio Anto Grabo e os britânicos Mark Grainger, John Moore e Dale Tempest. Embora tivesse defendido as seleções sub-21 e principal da China, Sung Lin Yung tornou-se o primeiro jogador naturalizado a cumprir as regras de elegibilidade da FIFA (2 anos residindo em Hong Kong, enquanto os demais teriam que permanecer 7 anos no território)
Atletas da África e do Brasil foram também incluídos no processo de naturalização após cumprirem os requisitos, entre eles o nigeriano Lawrence Akandu e Colly Ezeh, o camaronês Gerard Ambassa Guy e o brasileiro Cristiano Cordeiro, que tornou-se o primeiro não-chinês a ser capitão de Hong Kong.
Outra leva de jogadores africanos, europeus e brasileiros foi liberada para defender a seleção: os espanhóis Manuel Bleda, Dani Cancela, Fernando Recio e Jordi Tarrés, os brasileiros Everton Camargo, Paulo César, Clayton, Dudu, Diego Eli, Fernando, Giovane, Hélio, Itaparica, Juninho, Roberto Júnior, Tomas Maronesi, Paulinho Piracicaba, Stefan e Sandro, os britânicos Sean Tse, Jack Sealy e Andy Russell, o francês Raphaël Merkies, os ganeses Wisdom Fofo Agbo, Godfred Karikari e Christian Annan, os nigerianos Alex Tayo Akande e Festus Baise e os camaroneses Mahama Awal, Jean-Jacques Kilama e Paul Ngue, além do paquistanês Jahangir Khan e do japonês Yuto Nakamura.

## Recordes

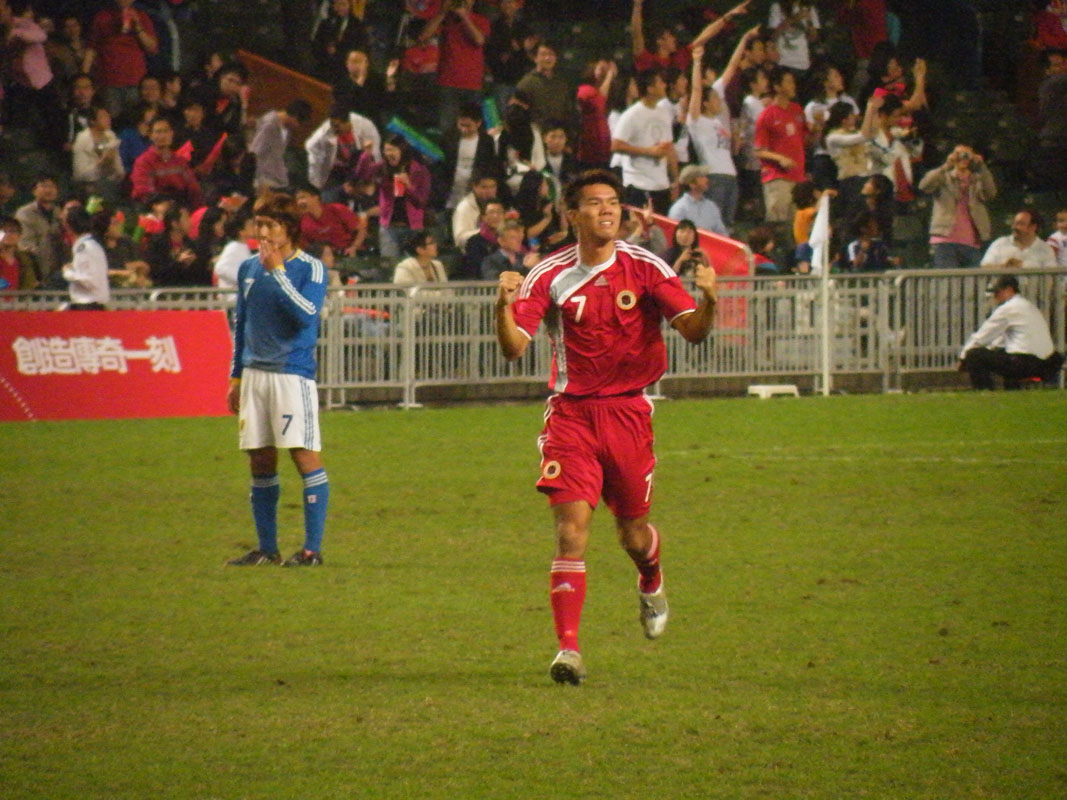
Chan Siu Ki, maior artilheiro da seleção de Hong Kong, com 40 gols.

10 de junho de 2025
Jogadores em negrito ainda em atividade pela Seleção Honconguesa.
| #  | Jogador        | Partidas | Gols | Posição            | Em atividade |
| -- | -------------- | -------- | ---- | ------------------ | ------------ |
| 1  | Yapp Hung Fai  | 106      | 0    | Goleiro            | 2010–        |
| 2  | Huang Yang     | 71       | 1    | Volante            | 2012–2023    |
| 3  | Lee Chi Ho     | 70       | 0    | Zagueiro / Lateral | 2000–2017    |
| 4  | Lee Wai Man    | 68       | 2    | Zagueiro           | 1993–2006    |
| 5  | Chan Siu Ki    | 70       | 40   | Atacante           | 2004–2017    |
| 6  | Chan Wai Ho    | 65       | 6    | Zagueiro / Volante | 2000–2017    |
| 7  | Poon Yiu Cheuk | 62       | 4    | Lateral-esquerdo   | 1998–2010    |
| 8  | Tsang Ting Fai | 57       | 0    | Defensor           | 1972–1980    |
| 9  | Cheung Sai Ho  | 56       | 8    | Meia-atacante      | 1995–2007    |
| 10 | Wong Wai       | 55       | 6    | Meio-campista      | 2013–        |

| # | Jogador        | Gols | Partidas | Média | Em atividade |
| - | -------------- | ---- | -------- | ----- | ------------ |
| 1 | Chan Siu Ki    | 40   | 70       | 0.57  | 2004–2017    |
| 2 | Au Wai Lun     | 26   | 50       | 0.52  | 1989–2005    |
| 3 | Wong Chi Ho    | 38   | 35       | 1.09  | 1972–1989    |
| 4 | Wan Chi Keung  | 18   | 32       | 0.56  | 1976–1986    |
| 5 | Chung Chor Wai | 16   | 45       | 0.36  | 1971–1979    |
| 6 | Lam Jeffrey    | 14   | 31       | 0.45  | 1956–1968    |
| 6 | Tim Bredbury   | 14   | 34       | 0.41  | 1986–1999    |
| 8 | Woo Chak Sen   | 13   | 69       | 0.38  | 1955–1962    |
| 9 | Yu Kwok Kit    | 12   | 13       | 0.92  | 1973–1977    |
| 9 | Kwok Ka Ming   | 12   | 47       | 0.26  | 1968–1979    |
| 9 | Jaimes McKee   | 12   | 53       | 0.23  | 2012–2019    |

## Treinadores
| - Eric Keen (1948) - Tom Sneddon (1954–1956) - Lai Shiu Wing (1957–1967) - Hsu King-shing (1968–1970) - Chan Fai Hung (1970–1972) - Ho Ying Fun (1973–1975) - Frans van Balkom (1976–1977) - Chan Yong Chong (1978–1979) - Peter McParland (1980) - George Knobel (1980–1981) - Kwok Ka Ming (1982–1990) - Wong Man-wai (1991–1992) - Chan Hung Ping (1993) - Koo Luam Khen (1994–1996) - Tsang Wai Chung (1996) - Kwok Ka Ming (1997) - Sebastião de Araújo (1997–1998) | - Chan Hung Ping (1999–2000) - Arie van der Zouwen (2000–2001) - Casemiro Mior (2001) - Lai Sun Cheung (2002–2006) - Lee Kin Wo (2007) - Lai Sun Cheung (2007) - / Dejan Antonić / Goran Paulić (2008–2009) - Kim Pan-gon (2009–2010) - Tsang Wai Chung (1996) - Liu Chun Fai (2011–2012) - / Ernie Merrick (2012) - Kim Pan-gon (2012–2017) - Gary White (2018) - Mixu Paatelainen (2019–2021) - Jørn Andersen (2021–2024) - Wolfgang Luisser (2024) - Ashley Westwood (2024–) |